# Mutěnice (kraj południowomorawski)
Mutěnice  – miejscowość w Czechach, w kraju południowomorawskim w  powiecie Hodonin.

## Historia
- 1367[1] - pierwsza wzmianka o wsi jako posiadłości należącej do Zakonu Templariuszy, którzy wprowadzili w tych rejonach uprawę winorośli.

## Zabytki
- kościół parafialny pw. św. Katarzyny zbudowany w latach 1769–75.